# Dirk Blank
Dirk Blank (Westzaan 1888 - Utrecht 1944) was een Nederlands amateurfotograaf, etser (clichemaker) en  zincograaf  werkzaam tussen 1910 en 1944. Hij was actief binnen de Nederlandsche Amateur Fotografen Vereeniging (NAFV).

## Leven en werk
Blank werd geboren in Westzaan en verhuisde in 1906 van Zaandijk naar Utrecht. Hij was opgeleid tot boekbinder maar begon in Utrecht als Etser. Tot zijn overlijden in 1944 was hij werkzaam als etser of zincograaf. Hij werkte voor een drukkerij of clichéfabriek en was verantwoordelijk was voor het technisch / chemische proces waarbij een illustratie of foto wordt omgezet naar een cliché, het negatief van de illustratie op een zinken of koper koperen plaat die gedrukt kan worden.
Blank was actief als kunstschilder, vooral buiten op locatie. Hij was lid van Schilder- en tekenkundig genootschap Kunstliefde te Utrecht. Vanaf 1912 was hij actief als fotograaf.
Blank was een vakman, door zijn achtergrond in de drukkerij wereld en het cliché maken meer gericht op de afdruk van de foto en minder op de ontwikkeling van het onderwerp.
Hij wordt gekenschetst als "kunstzinnig en wijsgerig als aanleg", en een dichter in de wijze waarop hij zijn onderwerp benadert.
Tussen 1910 en 1920 was er nog sprake van een verdeling tussen (vak)fotografen en amateurfotografen, waarbij de eerste groep vooral fotografen waren met een studio die zich toelegden op het portret en de tweede groep ook wel kunstfotografen werden genoemd, de ware liefhebber, soms financieel onafhankelijk en soms een ander beroep uitoefenend zoals Blank. De stijl die zij beoefenen wordt aangeduid als picturalisme.
Hoewel hij altijd grote waardering kreeg voor zijn uitputtende technische vaardigheden als  "één van die kunstenaars, die het mysterie van het licht wilden uitbeelden", begon dat in de loop van de jaren twintig af te nemen, zijn onderwerpen waren "niet de moeite waard", in de moderne fotografie ('hypermoderne' fotografie of nieuwe zakelijkheid) die in het interbellum op kwam werd het onderwerp in combinatie met de wijze waarop het in beeld werd gebracht steeds belangrijker.
Blank deed mee aan meer dan 20 groepstentoonstellingen in Nederland en twee in Nederlands Indië
- Biografisch Portaal: 49262317
- RKD-Nederlands Instituut voor Kunstgeschiedenis: 381366